# Сухоребрик високий
Сухоребрик високий (Sisymbrium altissimum) — вид рослин з родини капустяних (Brassicaceae), батьківщиною є середня та східна Європа й помірна Азія.

## Опис
Однорічна або дворічна трав'яниста рослина 20–80 см заввишки. Стебло внизу шершаво волосисте, розкидисто-гіллясте. Верхні листки майже з однаковими лінійними часточками. Чашолистки відхилені. Стручки довгі й тонкі, 6–10 см завдовжки, косо вгору спрямовані.

## Поширення
Батьківщиною є середня та східна Європа й помірна Азія; натуралізований: решта Європи, Північна Америка (Ґренландія, Канада, США), Аргентина, Чилі.
В Україні вид зростає на полях, біля доріг, поблизу житла — на всій території крім Карпат, але зростає в Закарпатті; харчова, кормова, вітамінна, олійна рослина.

## Галерея

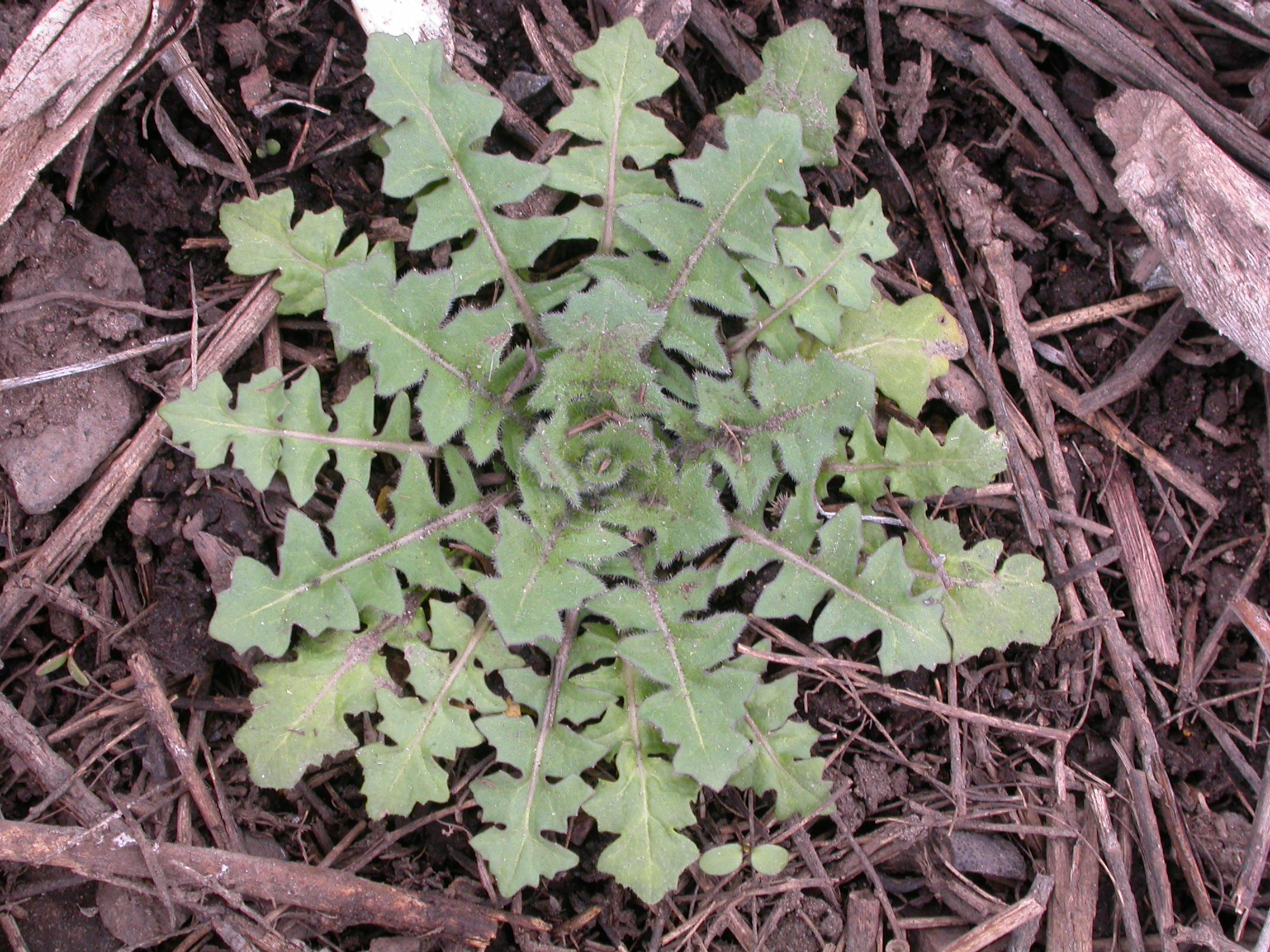
розетка
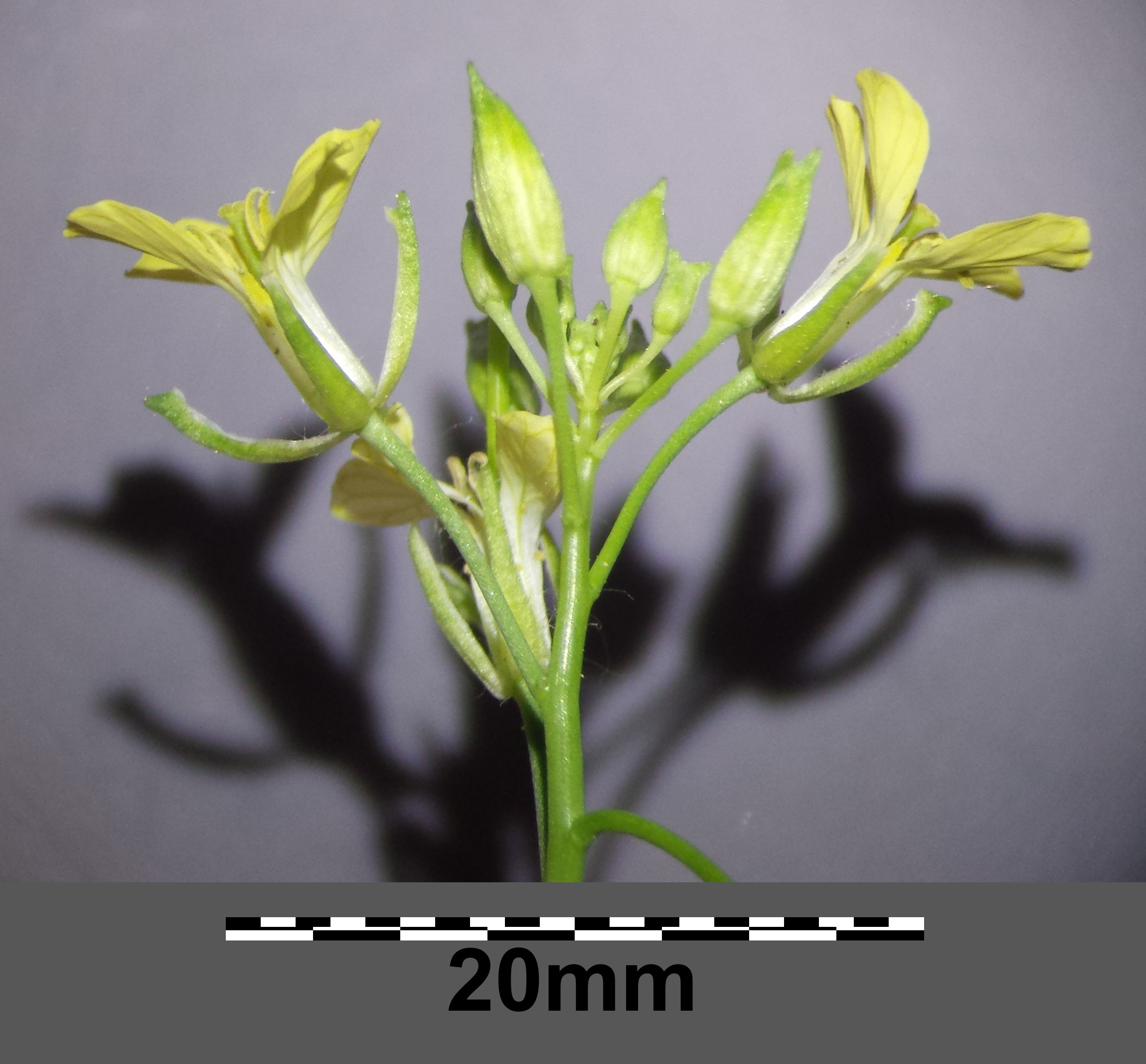
суцвіття
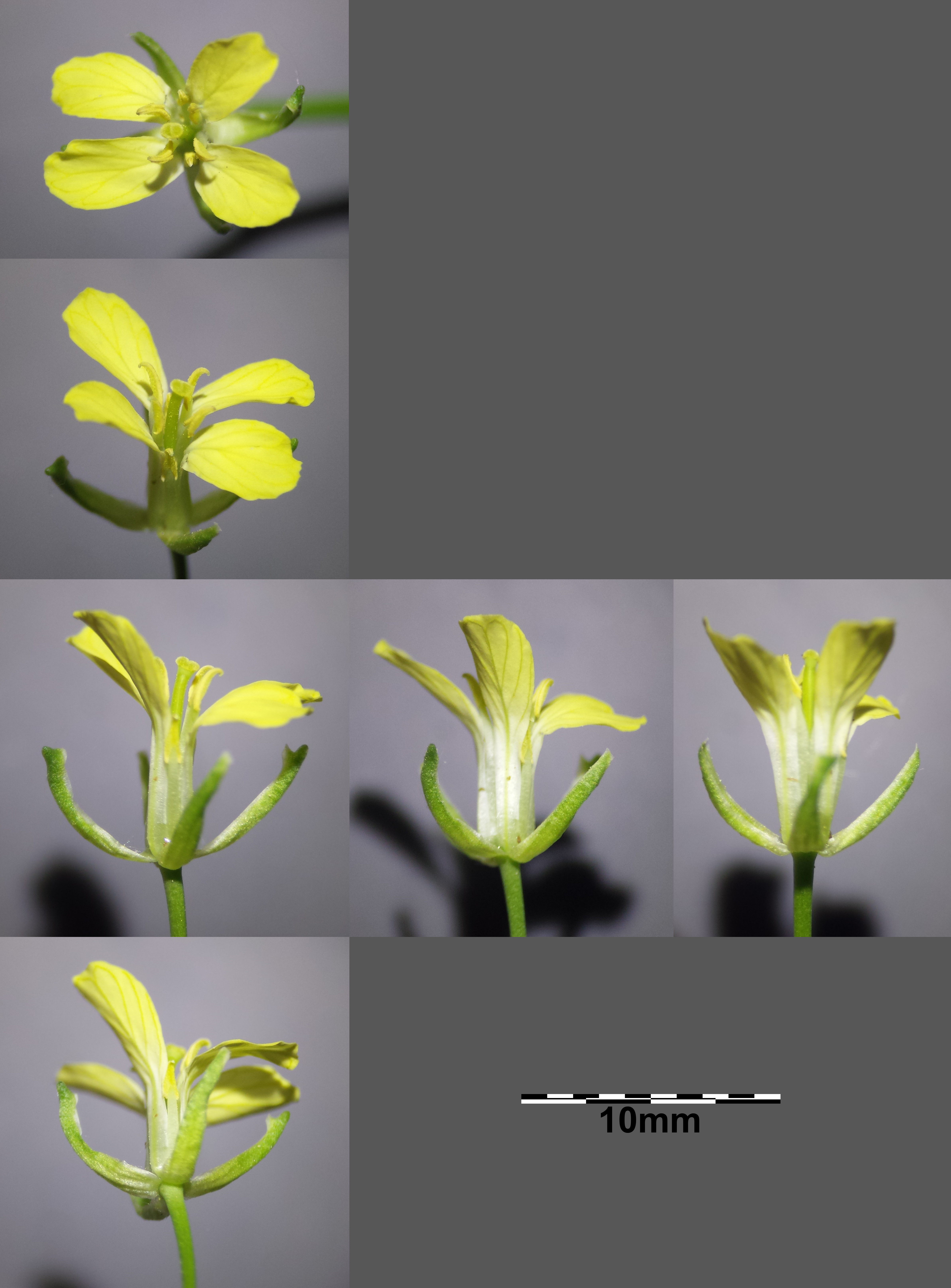
квітка
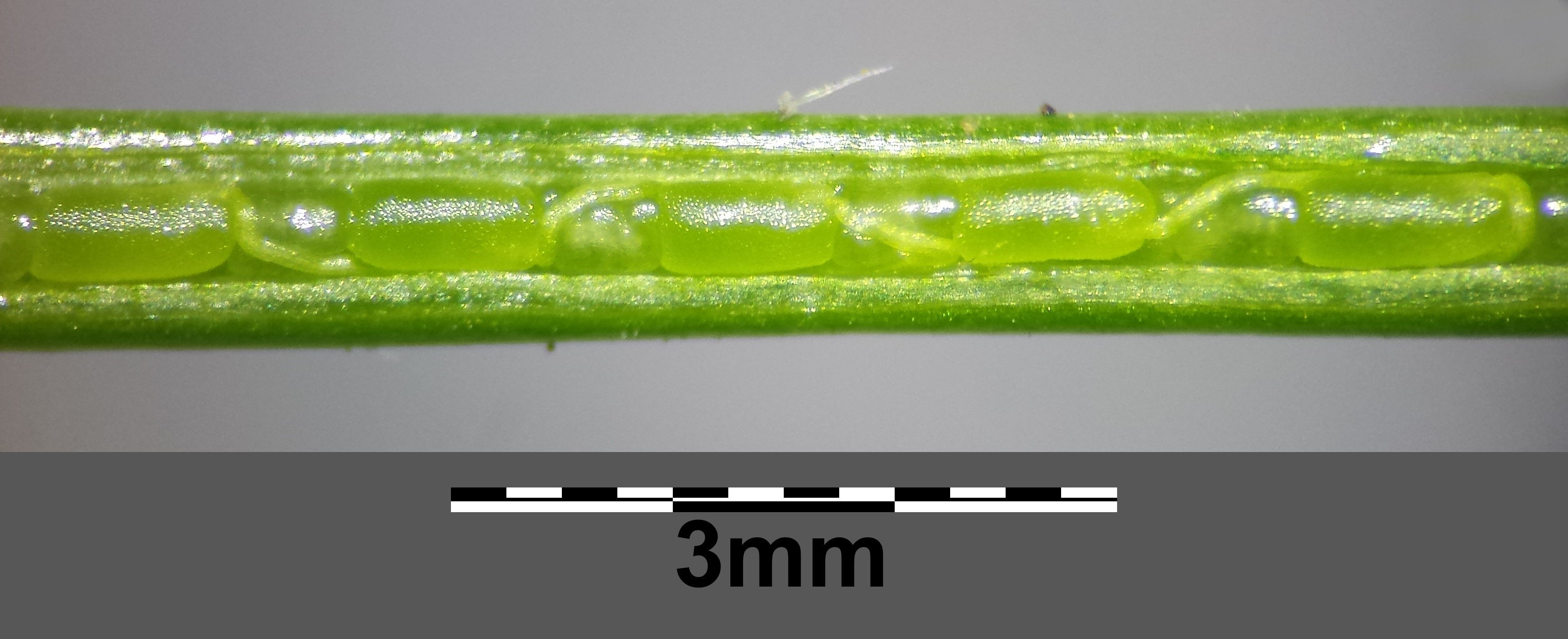
відкритий стручок
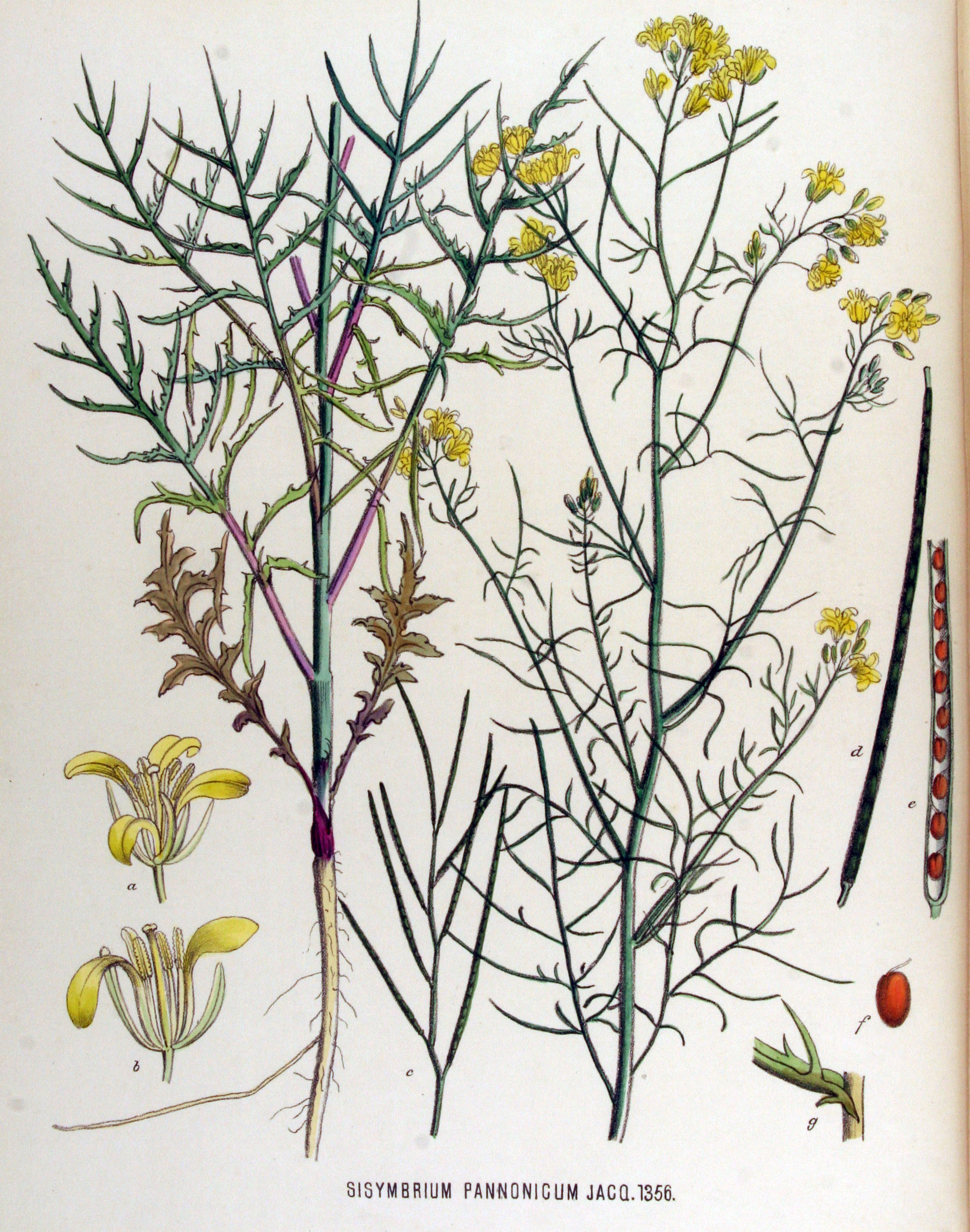
ілюстрація